# 381
| 381                |
| ------------------ |
| Dødsfald - Fødsler |
|                    |

| Gregoriansk kalender | 381 CCCLXXXI            |
| Ab urbe condita      | 1134                    |
| Armensk kalender     | I/T                     |
| Kinesiske kalender   | 3077 – 3078 庚辰 – 辛巳 |
| Etiopisk kalender    | 373 – 374               |
| Jødisk kalender      | 4141 – 4142             |
| Hindukalendere       |                         |
| - Vikram Samvat      | 436 – 437               |
| - Shaka Samvat       | 303 – 304               |
| - Kali Yuga          | 3482 – 3483             |
| Iransk kalender      | 241 BP – 240 BP         |
| Islamisk kalender    | 249 BH – 248 BH         |

Se også 381 (tal)